# فرودگاه ویلرودز گاردنز
فرودگاه ویلرودز گاردنز  (به انگلیسی: Wilroads Gardens Airport)  یک فرودگاه همگانی باربری  است که یک باند فرود چمن دارد و طول باند آن ۸۰۲ متر است. این فرودگاه در  کشور ایالات متحده آمریکا قرار دارد و در ارتفاع ۷۴۴ متری از سطح دریا واقع شده است.